# Garten-Senfrauke
Die Garten-Senfrauke (Eruca vesicaria subsp. sativa), genannt auch Ölrauke, ist eine Unterart der Senfrauke (Eruca vesicaria), einer Pflanzenart in der Familie der Kreuzblütengewächse (Brassicaceae). Sie wird unter der Bezeichnung Rucola zum Verzehr in Salaten verwendet.

## Beschreibung

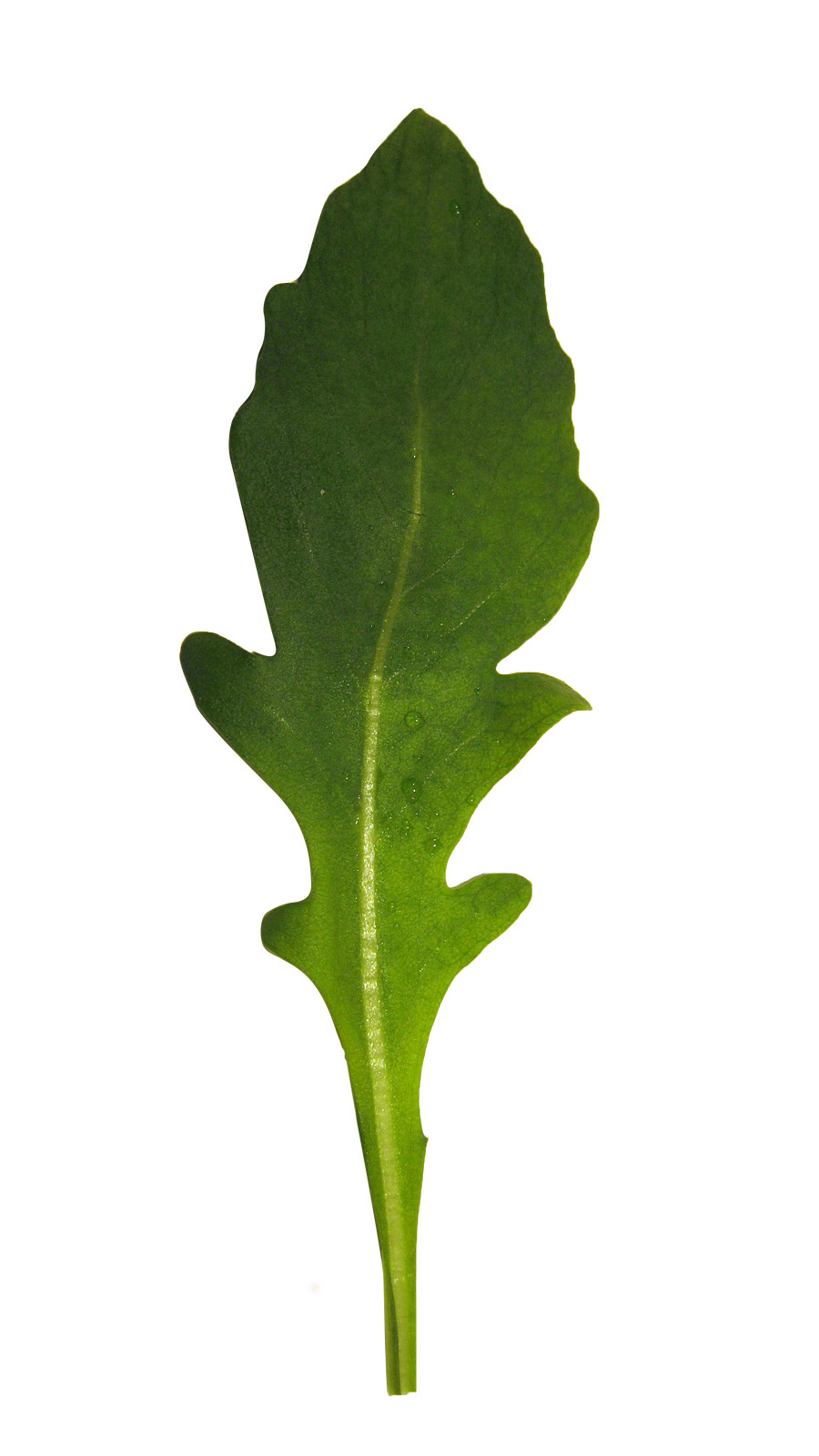
Laubblatt

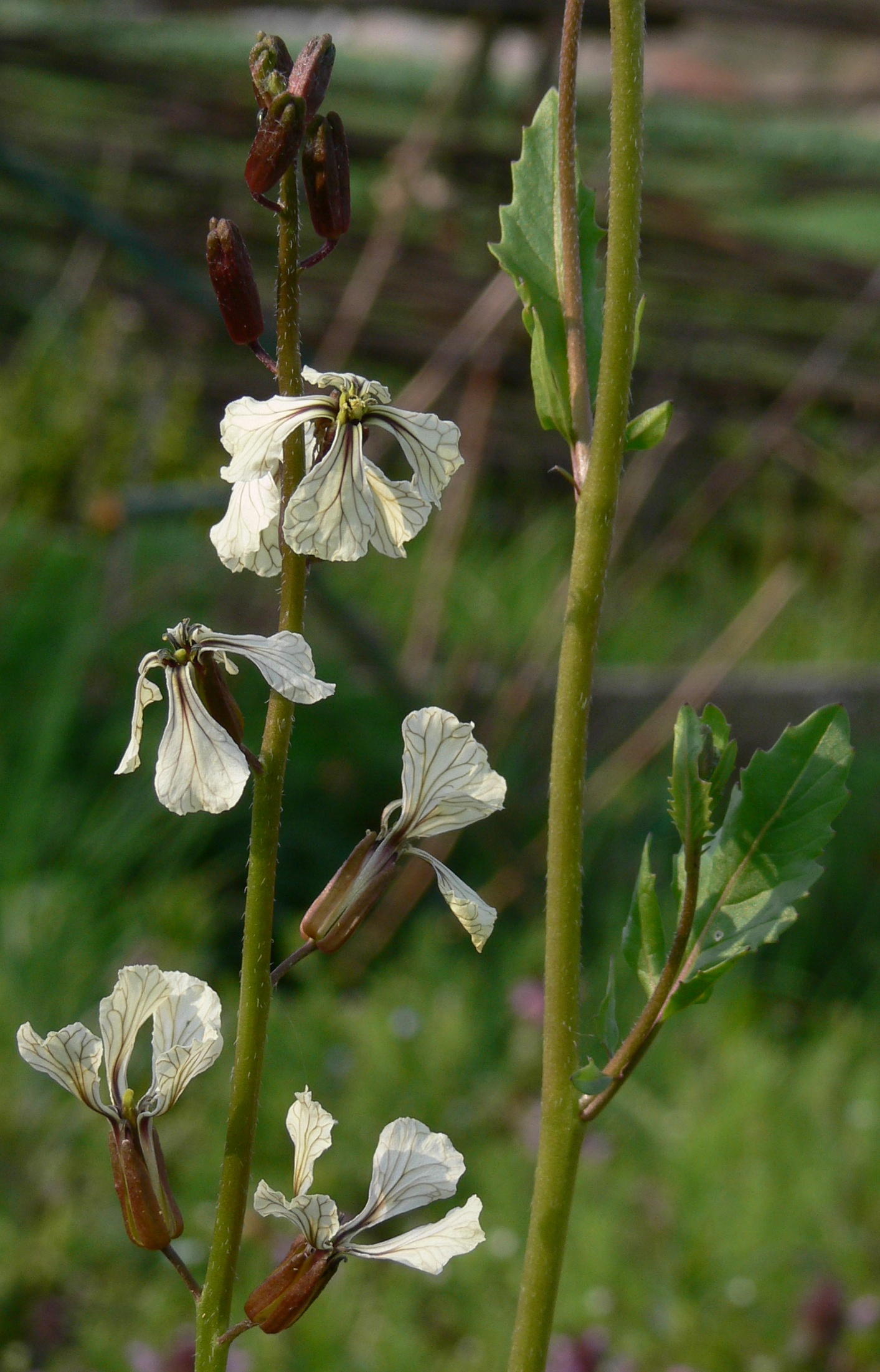
Blütenstand

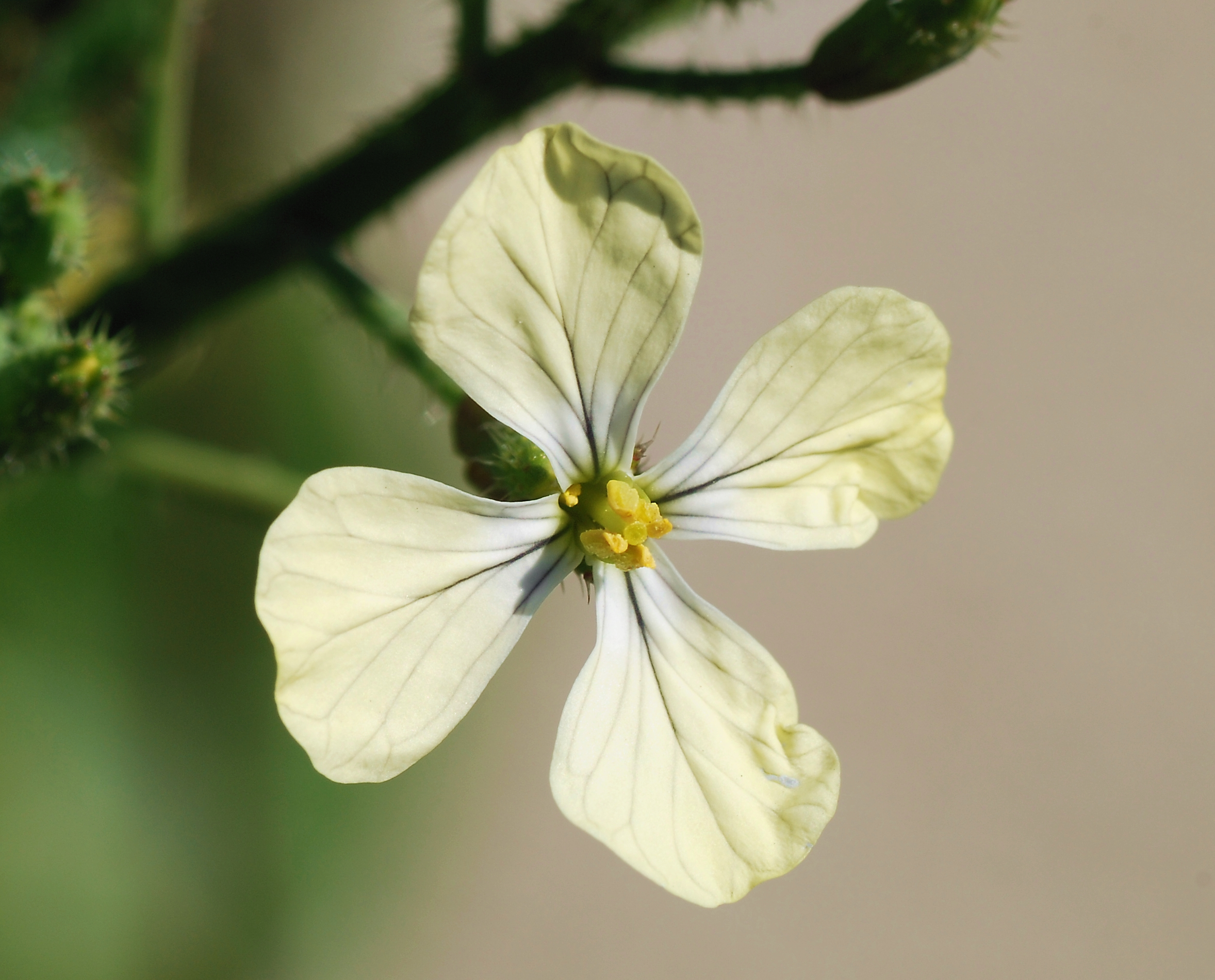
Vierzählige Blüte

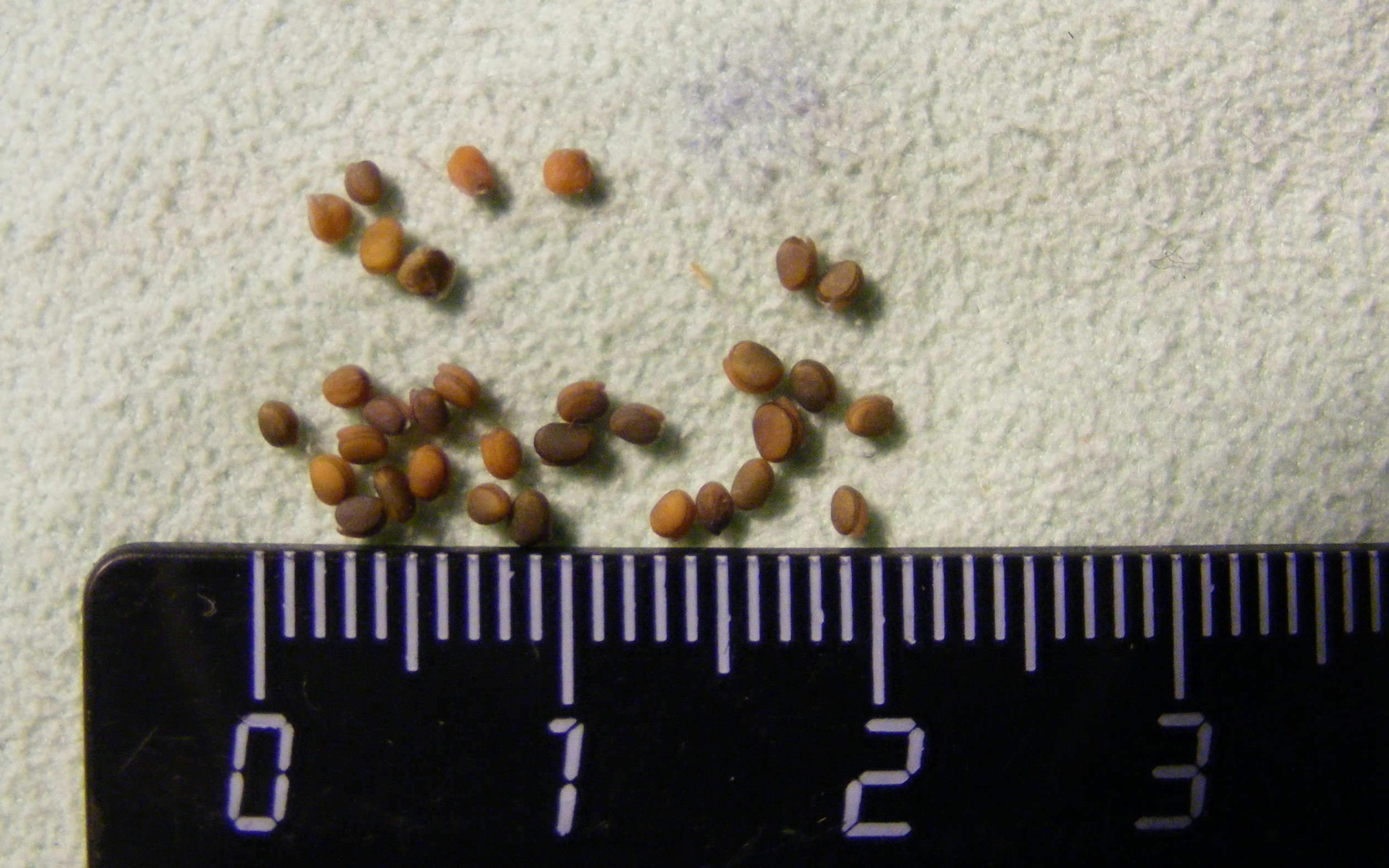
Samen

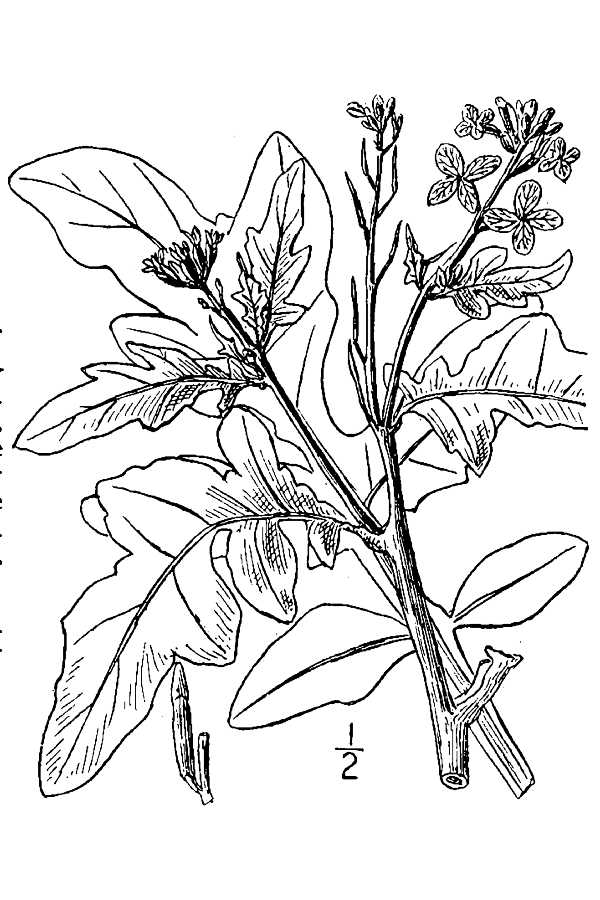
Illustration

### Vegetative Merkmale
Die Garten-Senfrauke wächst als einjährige (bis zweijährige) krautige Pflanze und erreicht Wuchshöhen von 15 bis 50 Zentimetern. Der aufrechte Stängel ist meist verzweigt, kantig gestreift und zumindest im unteren Teil rauflaumig, seltener auch nur sehr wenig behaart. 
Die Stängelblätter stehen wechselständig und sind deutlich kleiner als die Grundblätter. Der Blattgrund umfasst den Stängel nicht. Die Laubblätter der Garten-Senfrauke sind buchtig fiederteilig und haben auf jeder Seite zwei bis vier Fiederabschnitte, die meist ganzrandig, manchmal aber auch gezähnt sind. Den Abschluss des Blatts bildet ein einzelner, gegenüber den seitlichen deutlich vergrößerter Abschnitt. Die Blätter sind meist kahl, gelegentlich mit einzelnen Haaren auf der Blattoberfläche. Sie entwickeln beim Zerreiben einen intensiven Geruch, der je nach persönlichem Empfinden als „würzig aromatisch“ bis „eigenartig unangenehm“ beschrieben wird.

### Generative Merkmale
Die Blüten stehen am Ende des Stängels und ggf. der Seitenzweige in einer lockeren, nicht allzu reichblütigen traubigen Blütenstand. Die Blütenstiele sind 3 bis 8 Millimeter lang und damit deutlich kürzer als der Blütenkelch. 
Die Blütezeit reicht vom Mai bis in den Spätsommer. Die zwittrige, vierzählige Blüte ist gut 1 bis 3 Zentimeter lang. Die vier Kelchblätter sind dunkel braunviolett, schmal-eiförmig und haben an ihrem stumpfen Ende einen manchmal doch recht undeutlichen weißen Hautrand. Die vier genagelten Kronblätter sind weiß mit einer gelblichen Tönung und haben deutliche, braunviolette Adern.
Die dem Stängel anliegenden Schoten sind leicht zusammengedrückt, 20 bis 35 Millimeter lang und 3 bis 5 Millimeter dick. An ihrem Ende findet sich ein 5 bis 9 Millimeter langer, abgeflachter Schnabel. Die Samen der Garten-Senfrauke besitzen ein Tausendkorngewicht von 2 Gramm.
Die Chromosomenzahl beträgt 2n = 22.

## Vorkommen
Die Garten-Senfrauke (Eruca vesicaria ssp. sativa, früher auch Eruca sativa) stammt aus dem Mittelmeerraum. In Mitteleuropa wird sie vereinzelt in Privatgärten und in kleinerem Umfang auch im Erwerbsgartenbau als Kulturpflanze angebaut. Von dort ist sie selten verwildert und dann an ruderalen Standorten (Ödland, Wegränder, Schuttplätze etc.) anzutreffen. Gelegentlich gelangt sie auch als Verunreinigung in Saatgut unbeabsichtigt auf Äcker. Sie bevorzugt nährstoffreichen Sand- oder Lehmboden. In Mitteleuropa gedeiht sie bisher als Wildpflanze nur unbeständig. Flora Helvetica nennt für die Schweiz etablierte Bestände im Rhonetal.

## Systematik
Die Erstveröffentlichung erfolgte 1768 als eigene Art (Basionym) Eruca sativa Mill. durch Philip Miller. 1919 wurde sie durch Albert Thellung als Unterart Eruca vesicaria subsp. sativa (Mill.) Thell. von Eruca vesicaria (L.) Cav. eingestuft. Weitere Synonyme für Eruca vesicaria subsp. sativa (Mill.) Thell. sind: Brassica eruca L., Brassica erucoides Roxb., Eruca longirostris Uechtr., Eruca stenocarpa Boiss. & Reut. und Eruca sativa subsp. longirostris (Uechtr.) Jahand. & Maire.

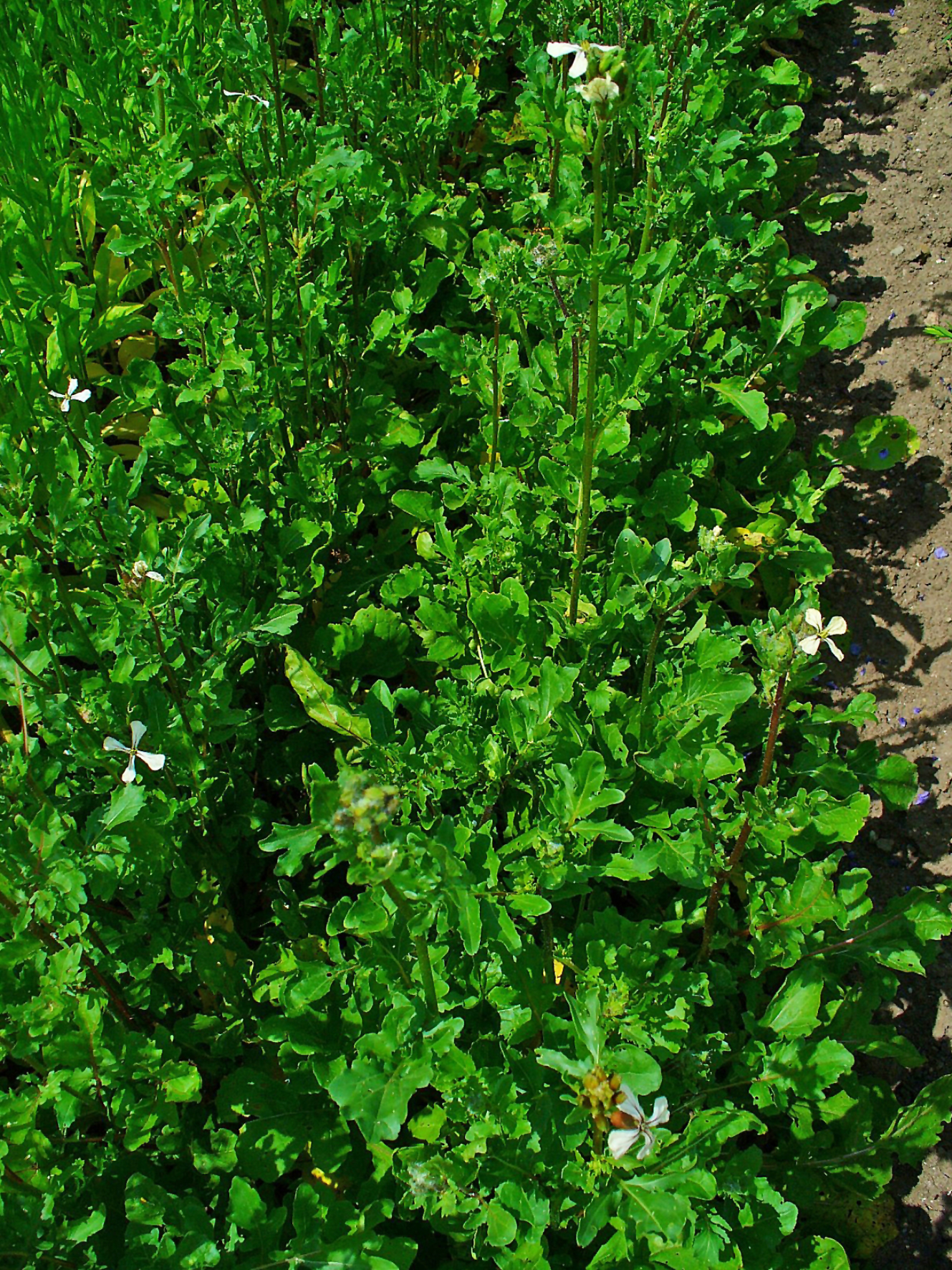
Bestand

## Verwendung
Die Garten-Senfrauke wurde bereits in römischer Zeit im Mittelmeerraum als Nahrungsmittel genutzt und sogar als Aphrodisiakum betrachtet.
Für die Nutzung als Salatpflanze (Rucola) werden die grundständigen Blätter vor Austrieb des Stängels geerntet.
In der traditionellen Volksheilkunde gilt die Garten-Senfrauke als appetitanregend und harntreibend.
Die Samen dienten und dienen auch heute noch der Ölgewinnung. Insbesondere aus Indien ist der Anbau von Eruca sativa zu diesem Zweck bekannt, hat aber keine nennenswerte wirtschaftliche Bedeutung. Das Öl wird vor allem für industrielle Zwecke verwendet.

## Ähnliche Namen
Die Garten-Senfrauke Eruca sativa, in älteren lateinischen Texten synonym mit eruca, wird auch oft als Rucola bezeichnet und wurde früher auch „Weißer Senf“ genannt. Das kann zu Verwechslungen mit dem Schmalblättrigen Doppelsamen (Diplotaxis tenuifolia) führen, der ebenfalls unter dieser Bezeichnung angeboten wird. Die Blätter von Diplotaxis sind kleiner als die von Eruca, die Fiedern schmäler und die Endfieder ist nicht so vergrößert. Diplotaxis tenuifolia ist eine in Mitteleuropa fest eingebürgerte Wildpflanze. Sie blüht gelb.
Manche Autoren bezeichnen die Gattung Eruca auch einfach als „Rauke“. Dann besteht allerdings das Problem, dass der Gattungsname Rauken bereits durch die in Mitteleuropa verbreiteteren, gelb blühenden Kreuzblütengewächse der Gattung Sisymbrium belegt ist. Deshalb wird hier die Gattung nach Schmeil-Fitschen Senfrauken genannt.
Aufgrund der großen Ähnlichkeit in Schreibweise und Klang kann es auch zu Namensverwechslungen zwischen den völlig verschiedenen Pflanzen Rauke und Raute (Weinraute, Ruta graveolens) kommen.

## Weitere Trivialnamen
Im deutschen Sprachraum gibt es für die Garten-Senfrauke noch einige andere Bezeichnungen: "Ölrauke", "Raukenkohl", "Senfkohl", "Rucola", einfach "Senfrauke" oder sogar nur "Rauke" oder "Ruke". Aus dem englischen Sprachraum kommt die Bezeichnung „Arugula“. Siehe auch obigen Abschnitt Ähnliche Namen.
Für die Garten-Senfrauke bestehen bzw. bestanden auch die weiteren deutschsprachigen Trivialnamen: "Ernockel" (mittelhochdeutsch), "Eruckh" (mittelhochdeutsch), "Gerheb" (mittelhochdeutsch), "Gernol" (mittelhochdeutsch), "Irich" (mittelhochdeutsch), "römisch Kole" (mittelhochdeutsch), "Rockelen", "Roquelen" (mittelhochdeutsch) und "weis zam Senff".

### Weiterführende Literatur
- S. Padulosi, D. Pignone (Hrsg.): Rocket: a Mediterranean crop for the world. Report of a workshop, 13-14 December 1996, Legnaro (Padova), Italy. International Plant Genetic Resources Institute, Rome, Italy 1997, ISBN 92-9043-337-X. PDF-Datei, 1,93 MB.